# Władysław Kozubowski

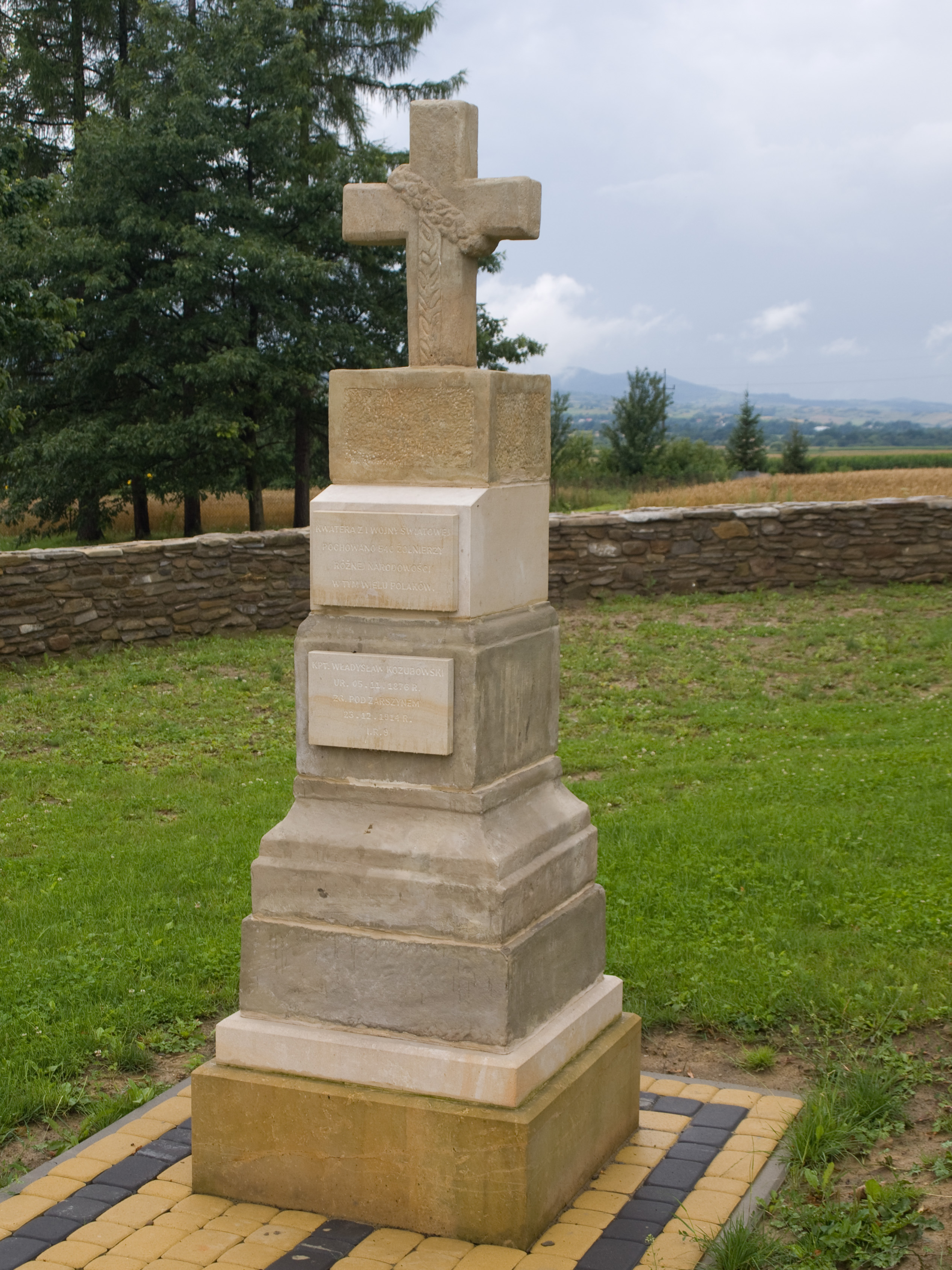
Nagrobek Władysława Kozubowskiego

Władysław Kozubowski herbu Mora (ur. 5 listopada 1876 w Kierlikówce lub Brzesku, zm. 23 grudnia 1914 pod Zarszynem) – kapitan piechoty cesarskiej i królewskiej Armii.

## Życiorys
Urodził się 5 listopada 1876 w Kierlikówce lub w Brzesku. Był synem Stanisława Kozubowskiego herbu Mora (1848-1908) i Józefa Niwickiej z Ramnic herbu Korczak (1858-1942).
Został zawodowym wojskowym c. i k. Armii. W piechocie został mianowany kadetem z dniem 1 września 1896, następnie awansowany na stopień podporucznika piechoty z dniem 1 listopada 1897, porucznika z dniem 1 listopada 1901. Przez lata służył w 59 pułku piechoty w Salzburgu, gdzie od około 1902 był adiutantem batalionu, od około 1904 był oficerem prowiantowym. Od około 1909 był oficerem 14 pułku piechoty w Linzu, gdzie objął funkcję adiutanta batalionu. Następnie został awansowany na stopień kapitana piechoty z dniem 1 listopada 1911, przeniesiony do 9 pułku piechoty w Przemyślu i tam służył do 1914.
Podczas I wojny światowej brał udział w działaniach wojskowych. 27 sierpnia 1914 został ranny. Walcząc w szeregach 2 kompanii 9 pułku w dniu 23 grudnia 1914 poległ w walkach pod Zarszynem. Został pochowany na cmentarzu przy Cerkwi św. Jana Chrzciciela w Odrzechowej.
Jego żoną od 1907 była Hermine Elssler (1888-1972, córka por. Hermanna Elsslera z Linzu), a dziećmi Józef (1909-2000) i Marian (1913-1944).

## Odznaczenia
- Krzyż Zasługi Wojskowej 3 klasy z dekoracją wojenną – pośmiertnie (1915)[31]
- Brązowy Medal Jubileuszowy Pamiątkowy dla Sił Zbrojnych i Żandarmerii (ok. 1899)[10]
- Krzyż Jubileuszowy Wojskowy (około 1909)[19]
- Krzyż Pamiątkowy Mobilizacji 1912–1913 (około 1914)[25]